# Drachenhaus
Drachenhaus (es decir Drachenhaus) es un edificio histórico en Potsdam, Alemania, construido por el rey Federico el Grande de Prusia en la ladera sur del Klausberg, que limita con el extremo norte del parque Sanssouci . Fue construido entre 1770 y 1772 en el estilo chinoiserie predominante de la época, diseñado para imitar una pagoda china. Carl von Gontard recibió el encargo de construirlo.
La Drachenhaus lleva el nombre de los dieciséis dragones en las esquinas de sus techos cóncavos. Seis años después de la construcción de la Casa China en el Parque Sanssouci, el entusiasmo de Frederick por las estructuras del parque Chinoiserie se expresó una vez más con esta creación.
Federico el Grande fue estimulado a construir en un estilo del Lejano Oriente por los Diseños de edificios chinos de William Chambers (1757) y por sus Planos, elevaciones, secciones y vistas en perspectiva de los jardines y edificios en Kew (1763). Estos libros de referencia arquitectónica fueron entregados a Frederick por el autor, que había creado para Augusta de Sajonia-Gotha un gran jardín en Kew (cerca de Londres), en el que todavía se encuentra la Gran Pagoda de Chambers, terminada en 1762.
La Drachenhaus en Sanssouci fue construida sobre un plano octogonal, con cuatro pisos no solo para ser decorativos, sino también como vivienda para los viticultores que trabajaban en el vecino Weinberg. Sin embargo, no se trasladaron a la pagoda. Para salvar la pagoda de su estado ruinoso, tuvo que ser restaurada en 1787. Desde entonces ha estado habitado constantemente por el supervisor del Belvedere en Klausberg . A lo largo de los años, debido a su habitar, una habitación adicional, un lavadero y tres establos han ampliado las dos habitaciones —una cocina y un hall de entrada— de la estructura. La Drachenhaus se ha utilizado desde 1934 como restaurantes.